# Deutscher Evangelischer Kirchentag 2025

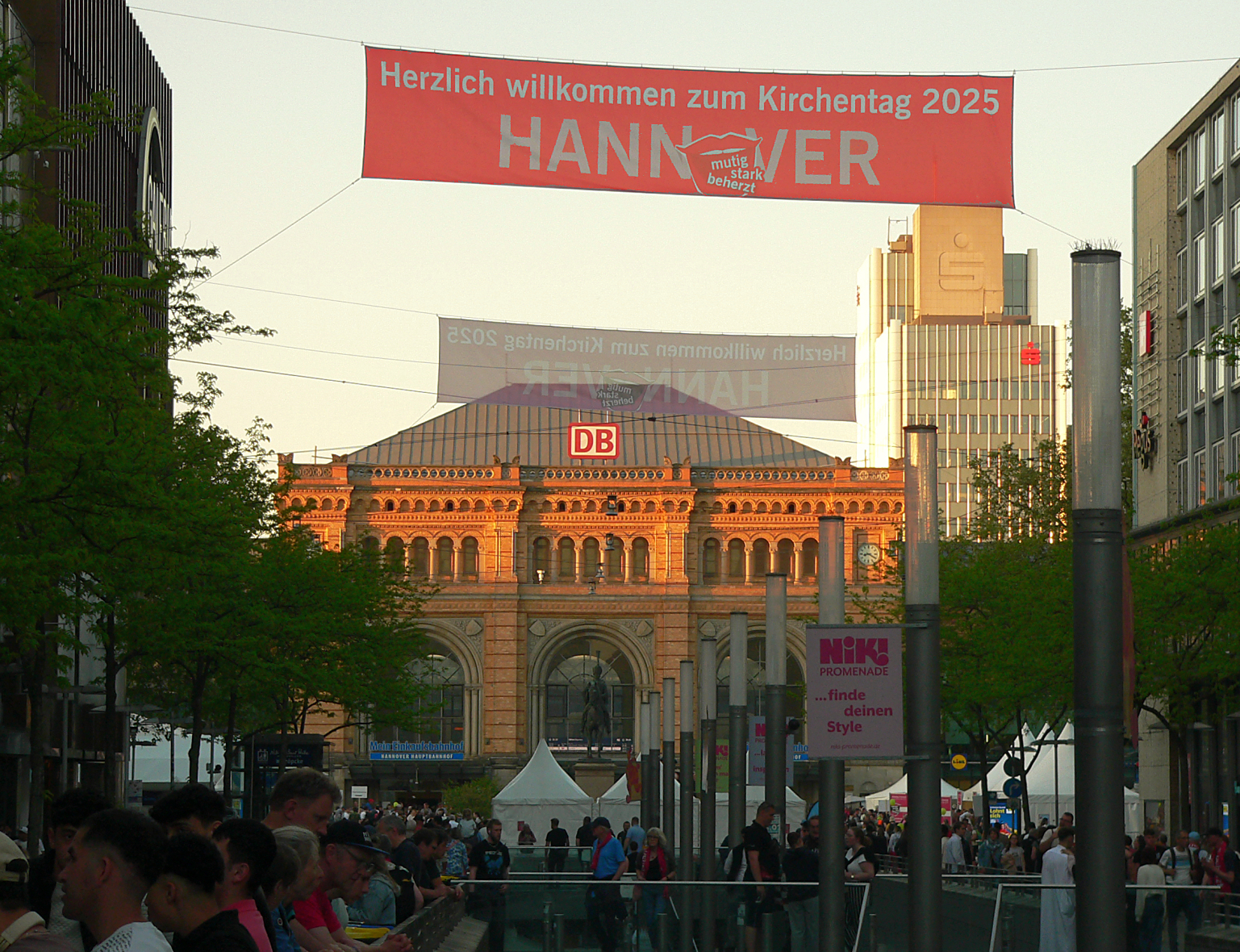
Begrüßungstransparent über der Niki-de-Saint-Phalle-Promenade, im Hintergrund der Hauptbahnhof

Der Deutsche Evangelische Kirchentag 2025 fand vom 30. April bis zum 4. Mai 2025 in Hannover statt. Er war der 39. Deutsche Evangelische Kirchentag. Das Motto lautete „Mutig – stark – beherzt“. Mehr als 80.000 Menschen nahmen am Kirchentag teil. In der Innenstadt, wo die Veranstaltungen kostenlos waren, kamen bis zu 150.000 Menschen zusammen. Der 40. Deutsche Evangelische Kirchentag soll 2027 in Düsseldorf stattfinden.
In Hannover hatte 1949 Reinold von Thadden den Deutschen Evangelischen Kirchentag als Bewegung ins Leben gerufen. Das alle zwei Jahre in einer anderen Stadt veranstaltete evangelische Großereignis hatte bereits 1967, 1983 und 2005 in Hannover stattgefunden.

## Organisation
Veranstaltungsorte waren der Opernplatz, der Bereich am Neuen Rathaus, der Ballhofplatz und das Messegelände. Ein zentraler Veranstaltungsort war die Marktkirche.
Präsidentin des 39. Evangelischen Kirchentags war Anja Siegesmund, Politikerin (Bündnis 90/Die Grünen) und Präsidentin des Bundesverbands der Deutschen Entsorgungs-, Wasser- und Kreislaufwirtschaft.
Rechtsträger war der Trägerverein „39. Deutscher Evangelischer Kirchentag Hannover 2025 e. V.“. Der Verein war für alle wirtschaftlichen, rechtlichen und organisatorischen Belange zuständig.

### Finanzierung
Die geplanten Gesamtkosten betrugen rund 25 Millionen Euro. Etwa die Hälfte wurde aus den öffentlichen Haushalten beigetragen, darunter 500.000 Euro vom Bund, 7 Millionen Euro vom Land Niedersachsen und 4 Millionen von der Stadt Hannover. Hinzu kamen Sachleistungen der Stadt Hannover, der Verzicht auf Erträge von 235.000 € sowie die Übernahme von Leistungen. Laut dem Kirchentagsveranstalter wurden rund 81.000 Tickets verkauft.

### Sicherheit und Ordnung
Die Stadt Hannover ließ von einem Unternehmen 280 temporäre Poller an Zugängen zur Fußgängerzone in der Innenstadt aufstellen. Sie sollten Anschläge gegen Veranstaltungsteilnehmer durch einfahrende Fahrzeuge verhindern. Anlass für die Sicherheitsmaßnahme waren in den Monaten zuvor Anschläge gewesen, bei denen die Täter mit Fahrzeugen in Menschenmengen rasten wie bei der Amokfahrt in Vancouver vom 26. April 2025. Die Polizeidirektion Hannover betrieb während des Kirchentages am Opernplatz, am Platz der Weltausstellung und vor dem Neuen Rathaus zusätzliche Videoüberwachungsanlagen. Nach Angaben der Polizei verlief der Kirchentag ohne Zwischenfälle. Sie leitete 90 Verfahren wegen Straftaten und Ordnungswidrigkeiten ein, was in Anbetracht der hohen Besucherzahl eine vergleichsweise niedrige Zahl sei.
In der Nacht nach Beendigung des Kirchentages sprühten Unbekannte religionsfeindliche Schriftzüge mit dem Anarcho-Zeichen an die Fassade der Marktkirche und warfen ein Kirchenfenster ein. Die Kirche war ein zentraler Veranstaltungsort mit täglich bis zu 10.000 Besuchern. Gläubige und die Spitzen der Stadtgesellschaft zeigten sich entsetzt. Oberbürgermeister Belit Onay (Bündnis 90/Die Grünen) wollte die Täter auch strafrechtlich verfolgt sehen. Wegen der Schmierereien ermittelte der Polizeiliche Staatsschutz, da ein politischer Tathintergrund vermutet wurde. In derselben Nacht kam es zu einer gleichartigen Tat an der St.-Nicolai-Kirche in Alfeld.

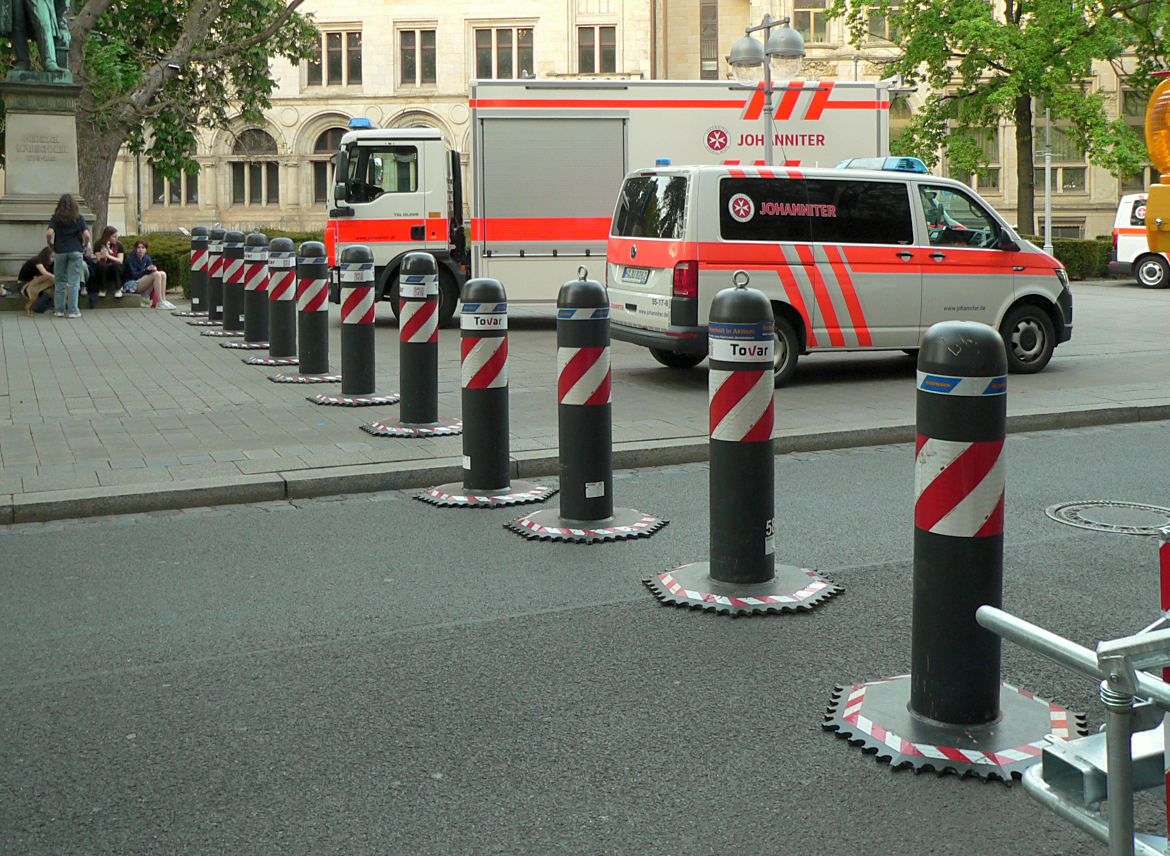
Temporäre Poller als Absperrung gegen Fahrzeuge
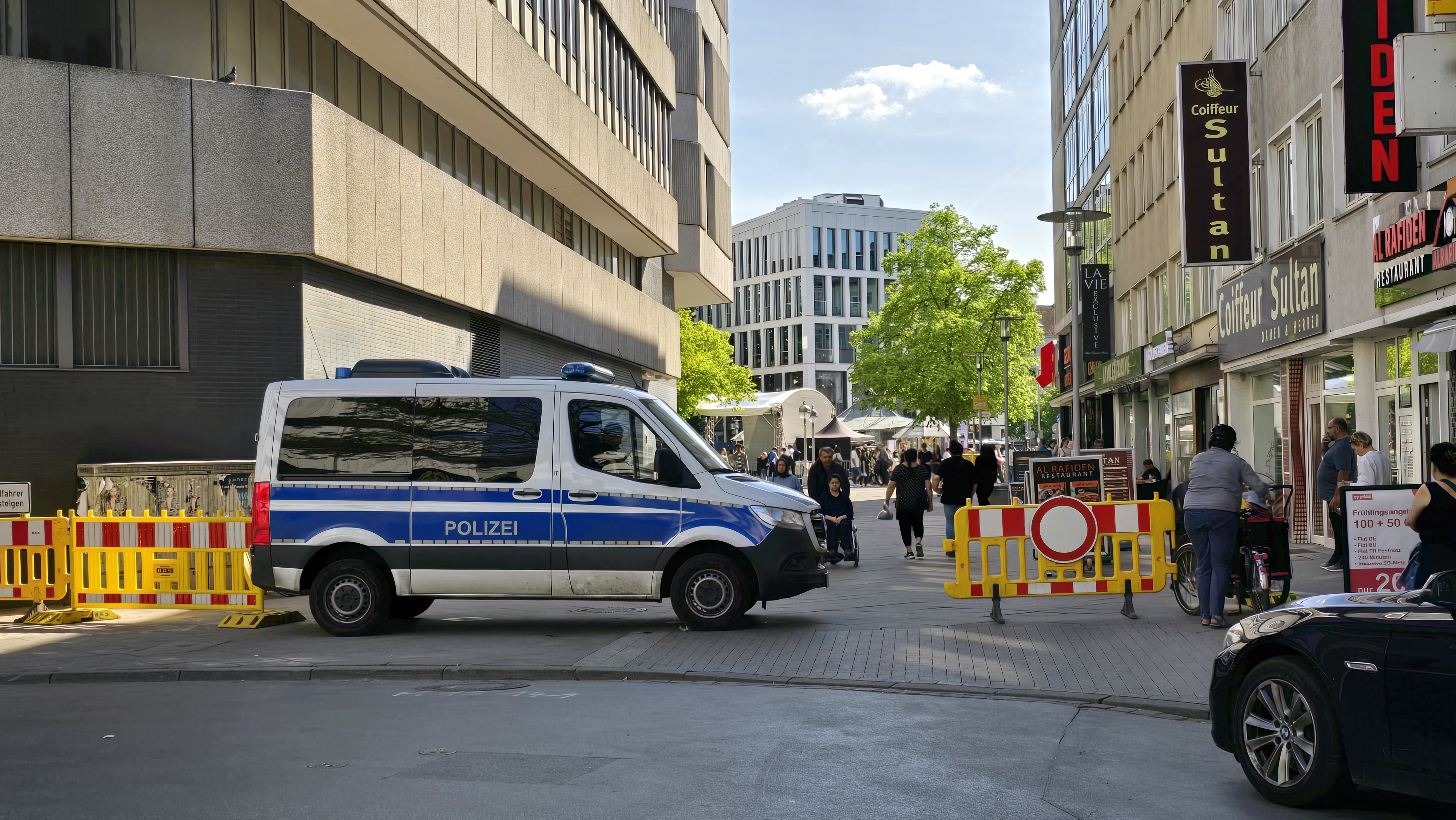
Ein Polizeifahrzeug sperrt eine Zufahrt zum Veranstaltungsbereich in der Innenstadt ab
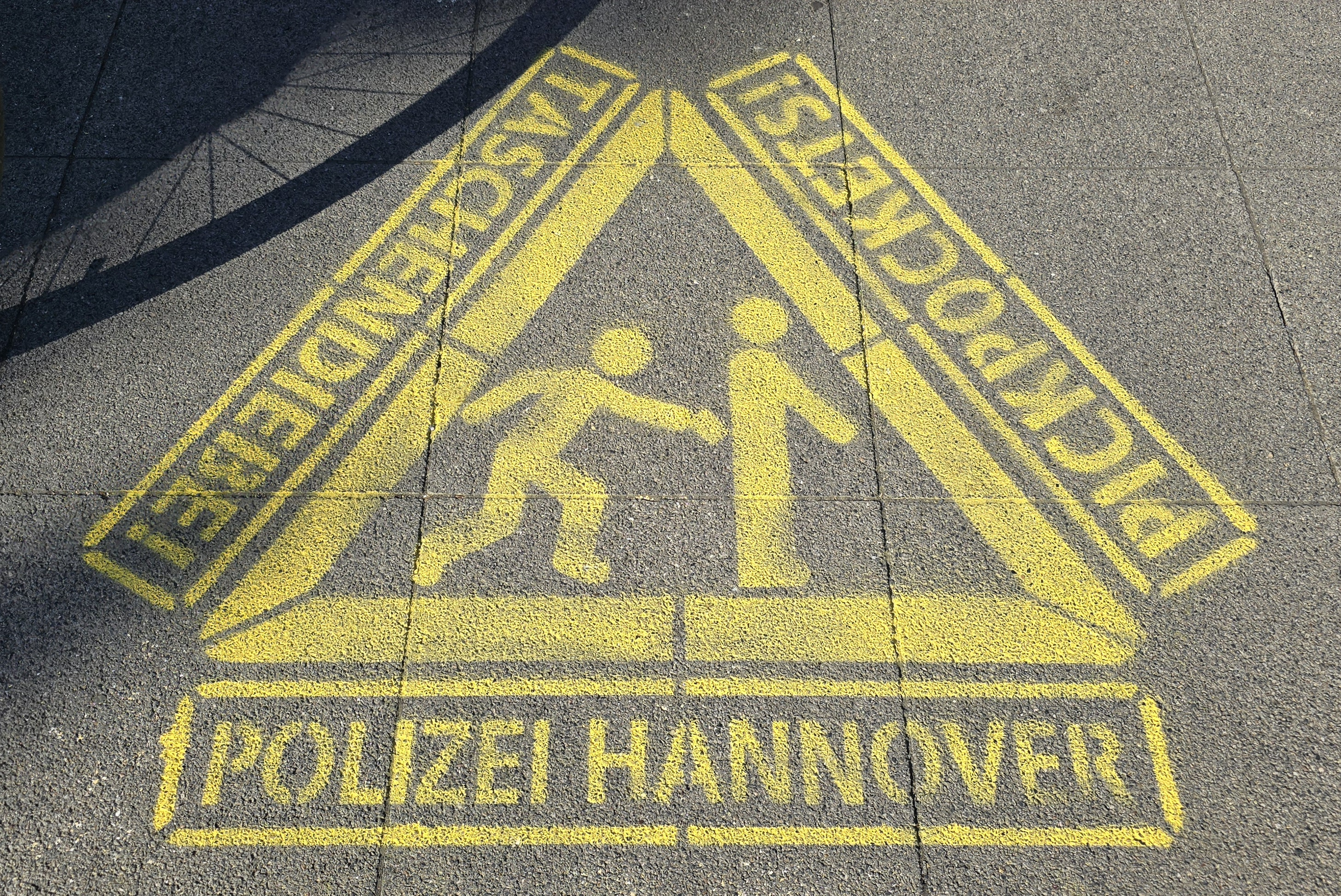
Warnhinweis der Polizei vor Taschendiebstahl auf einem Gehweg
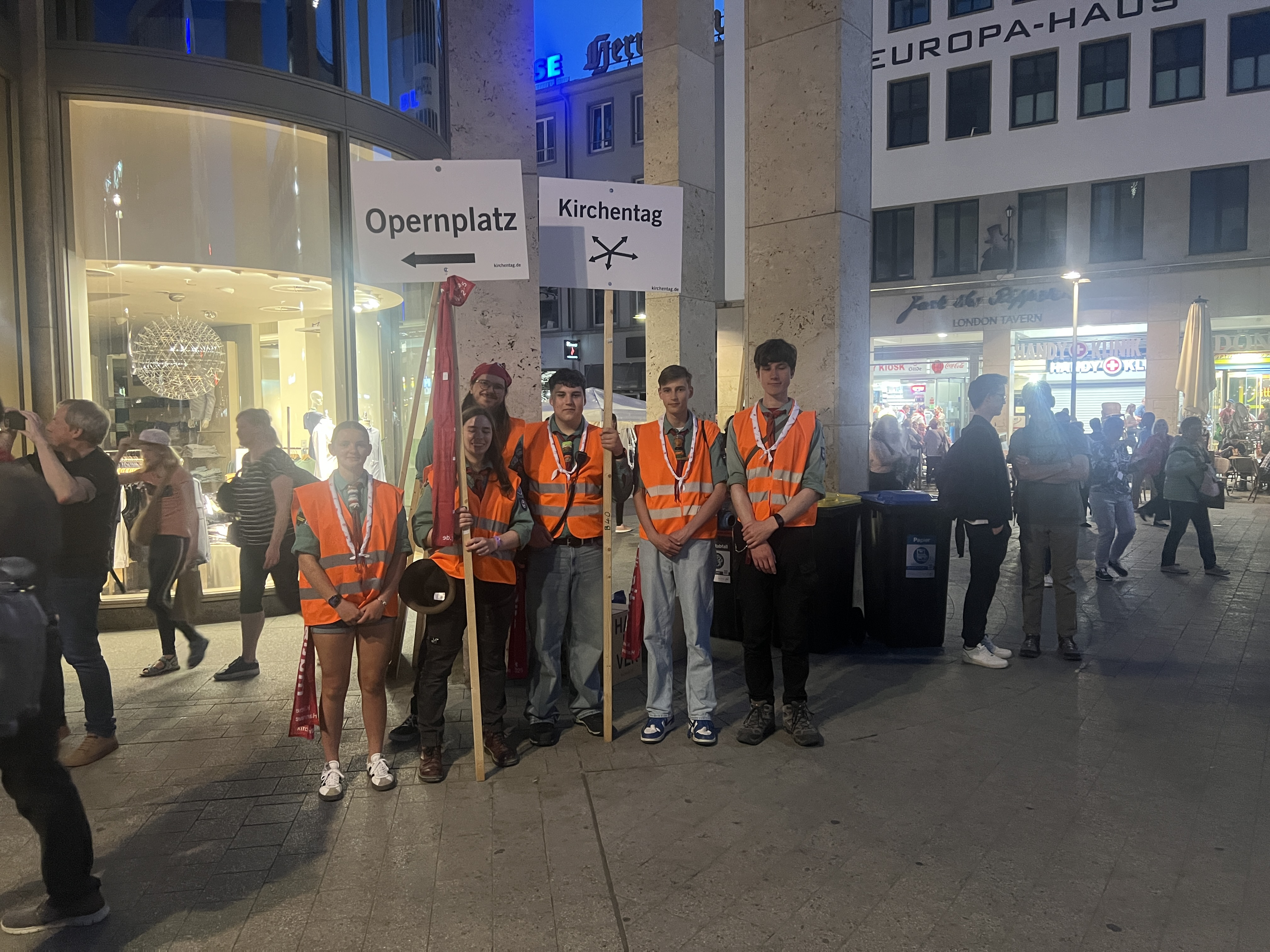
Ehrenamtliche Helferinnen und Helfer mit Wegweisern
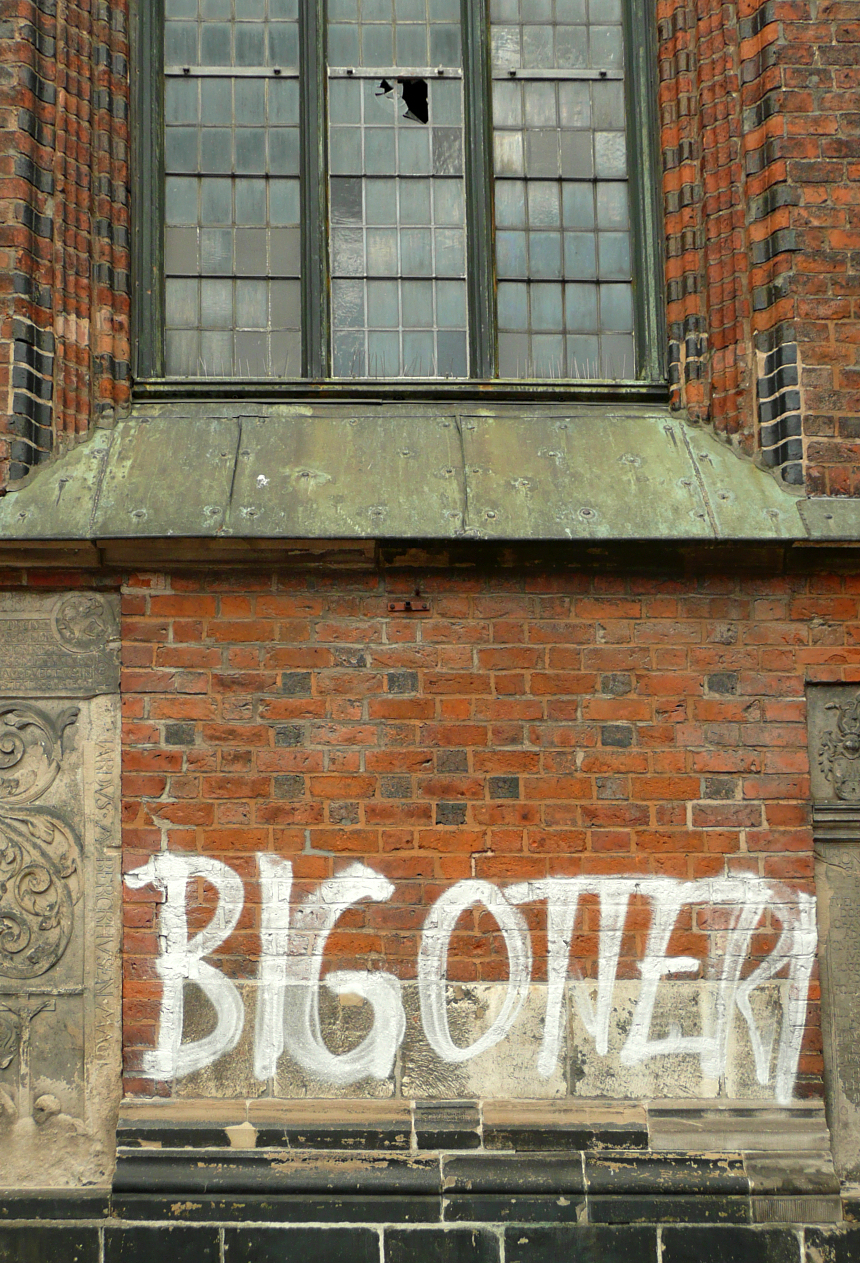
Von Unbekannten aufgebrachter Schriftzug und eingeworfenes Kirchenfenster an der Marktkirche

## Themen

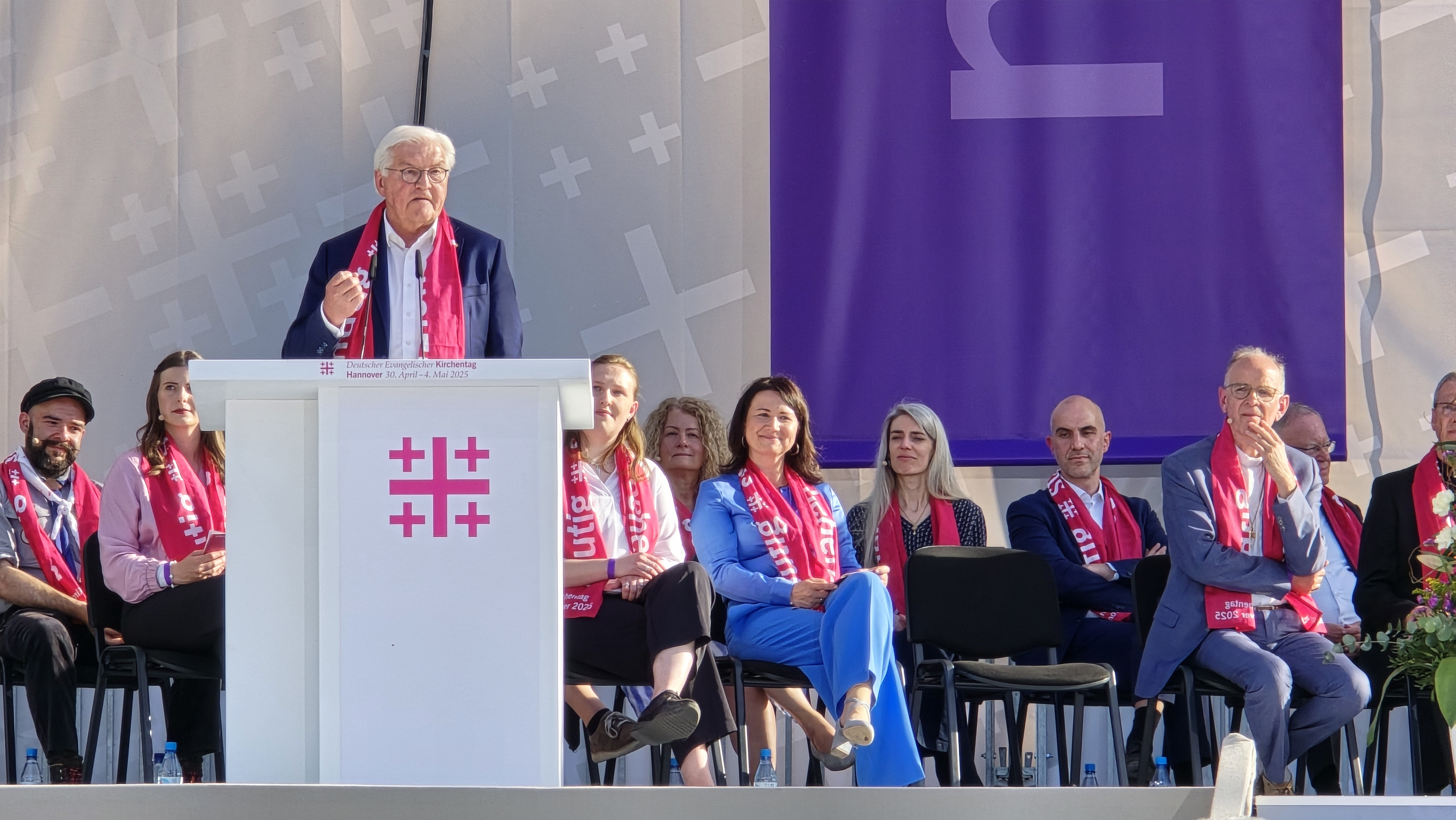
Bundespräsident Frank-Walter Steinmeier bei der Eröffnungsveranstaltung

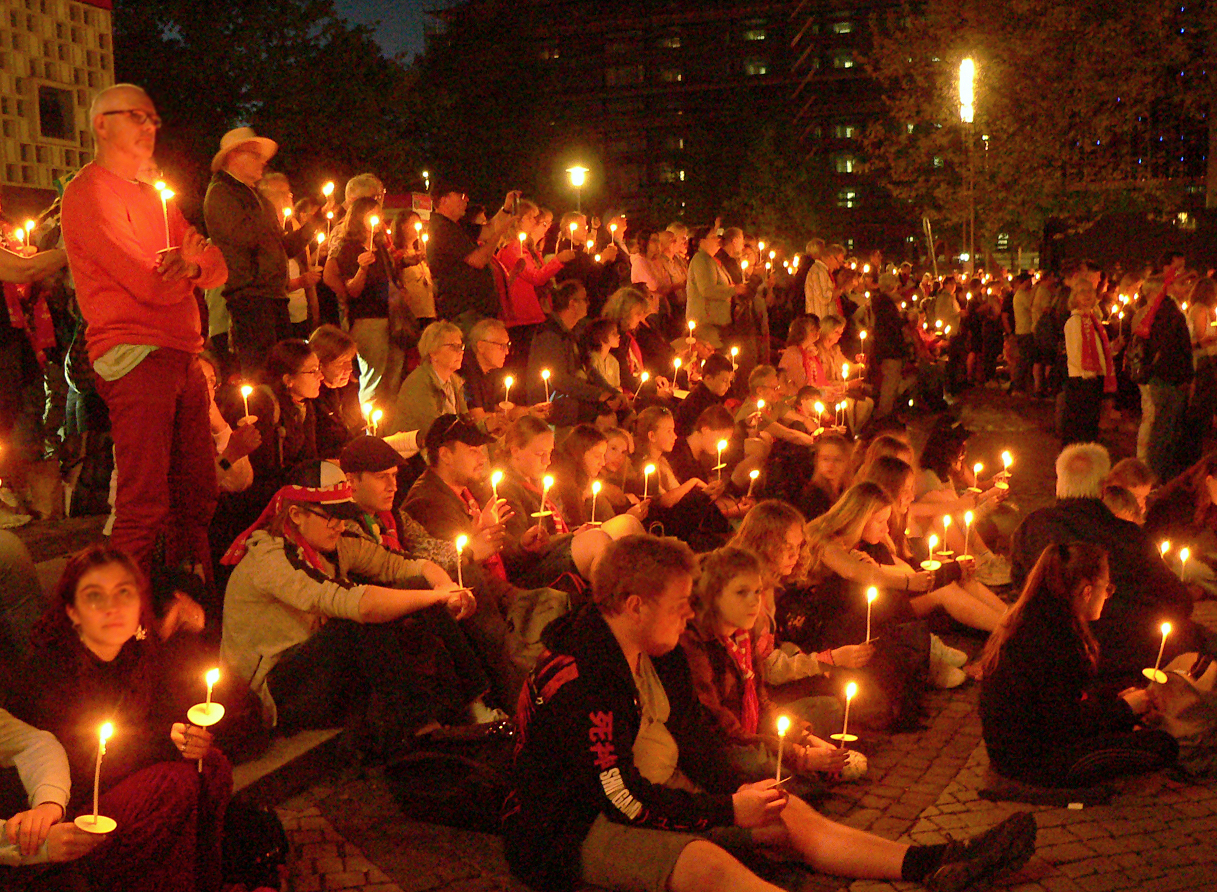
Lichtermeer beim Abendsegen am Eröffnungsabend

Landesbischof Ralf Meister beschrieb die Botschaft, die von der Veranstaltung ausgehen sollte, mit den Worten „Wir bleiben zusammen. Und zwar: Wir bleiben zusammen in einem guten Sinne.“ Die Verteidigung der Demokratie stand als Thema im Mittelpunkt. Kirchentagspräsidentin Anja Siegesmund nahm in ihrer Rede zur Eröffnung des Kirchentags zur politischen Rolle der Kirche in der Gesellschaft Stellung. Sie erklärte, christlicher Glaube sei politisch: „Es braucht eine Kirche, die sich auch politisch äußert und Haltung zeigt.“
Bereits vor Beginn des Kirchentags hatte Kirchentagspräsidentin Anja Siegesmund geäußert, dass Vertreter der Partei Alternative für Deutschland (AfD) wie schon bei früheren Kirchentagen auf den Podien nicht willkommen seien. In den Zeitraum der Veranstaltung fiel das Bekanntwerden der Entscheidung des Bundesamtes für Verfassungsschutz, die AfD als „gesichert rechtsextremistisch“ einzustufen. In einer Resolution sprachen sich 500 Unterzeichner für die Prüfung der Verfassungsmäßigkeit der Partei aus. Weitere Themen waren eine gerechte Arbeitswelt, Umweltschutz und die Aufarbeitung der Missbrauchsfälle innerhalb der evangelischen Kirche.

## Programm
Offizieller Beginn des Kirchentages war der Eröffnungsgottesdienst am Mittwoch auf dem Platz der Menschenrechte vor dem Neuen Rathaus. Ihm folgten ein Lichtermeer und der Abend der Begegnung mit Bühnen und Ständen, bei dem sich in der Innenstadt Kirchengemeinden und Initiativen der Region vorstellten. Das Programm umfasste rund 1500 Veranstaltungen, darunter ein umfangreiches Musikangebot, unter anderem mit prominenten Musikern und Bands.
Prominente Bundespolitiker traten als Teilnehmer auf den Podien des Kirchentages auf, wie Ricarda Lang (Bündnis 90/Die Grünen), Svenja Schulze (SPD), Julia Klöckner (CDU) und Hubertus Heil (SPD). Auch auf dem von evangelisch.de organisierten Roten Sofa nahmen aktive Politiker teil: Bodo Ramelow (Die Linke), Franziska Brantner (Bündnis 90/Die Grünen), Belit Onay (Bündnis 90/Die Grünen) und Stephan Weil (SPD).
Als weitere prominente Personen und Politiker traten die Klima-Aktivistin Luisa Neubauer sowie Bundeskanzler Olaf Scholz und seine Amtsvorgängerin Angela Merkel auf, darüber hinaus Armin Laschet, Christian Wulff, Winfried Kretschmann und Katarina Barley. Der Auftritt der US-amerikanischen Bischöfin und Trump-Kritikerin Mariann Edgar Budde gilt als reichenweitenstärkste Veranstaltung auf dem Messegelände. Etwa 10.000 Menschen sollen ihn vor Ort oder als Livestream gesehen haben.

## Konzerte
Beim Kirchentag traten prominente Bands und Interpreten auf, wie Marquess, Jupiter Jones, Bodo Wartke und Gentleman auf. 3000 Bläserinnen und Bläser sowie 1200 Sängerinnen und Sänger traten auf.
Beim Kirchentag waren mit Konzerten anwesend: Fritz Baltruweit, Judy Bailey, Clemens Bittlinger, Timo Böcking, Martin Buchholz, Benni Cellini, Eugen Eckert und die Band Habakuk, Siegfried Fietz, Sarah Kaiser, Martin Pepper, Sarah Straub, Lothar Veit, Andi Weiss und weitere Musiker. Mit Posaunenchorbläser musizierte der aus Schweden kommende Jazzposaunist Nils Landgren. Die Hanke Brothers, der Knabenchor Hannover, der Mädchenchor Hannover und The Real Group waren mit Konzerten vertreten.
Zum Programm gehörten 74 Stunden Dauersingen in der Christuskirche mit Musikern, Bands und Chören.

## Abschlussgottesdienst
Dem Abschlussgottesdienst auf dem Platz für Menschenrechte in der Innenstadt folgten 26.000 Menschen. Die Predigt hielt die in den USA lehrende Theologin Hanna Reichel. Sie sagte, die Liebe Gottes ermutige auch dazu, zu widersprechen, wenn etwas falsch sei. Gottes Liebe helfe dabei, Zumutungen im Miteinander auszuhalten. Die Menschen seien aufeinander angewiesen, wenn es darum gehe, den gemeinsamen Planeten zu bewahren. Reichel kritisierte den US-Vizepräsidenten JD Vance scharf und sagte „Gottes Liebe ist (…) ganz bestimmt größer als dein erbärmlicher Rassismus“.

## Impressionen

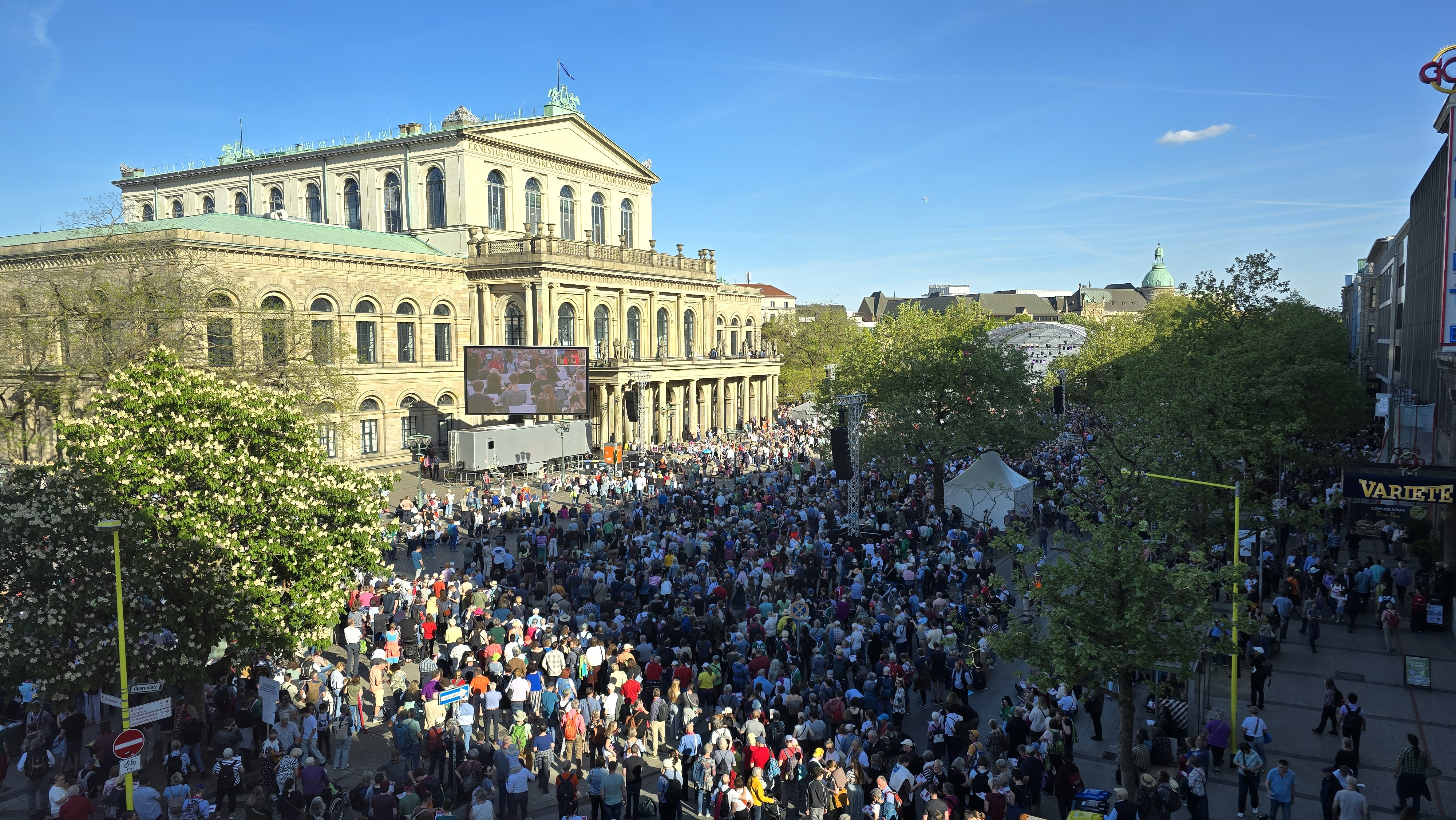
Veranstaltung auf dem Opernplatz
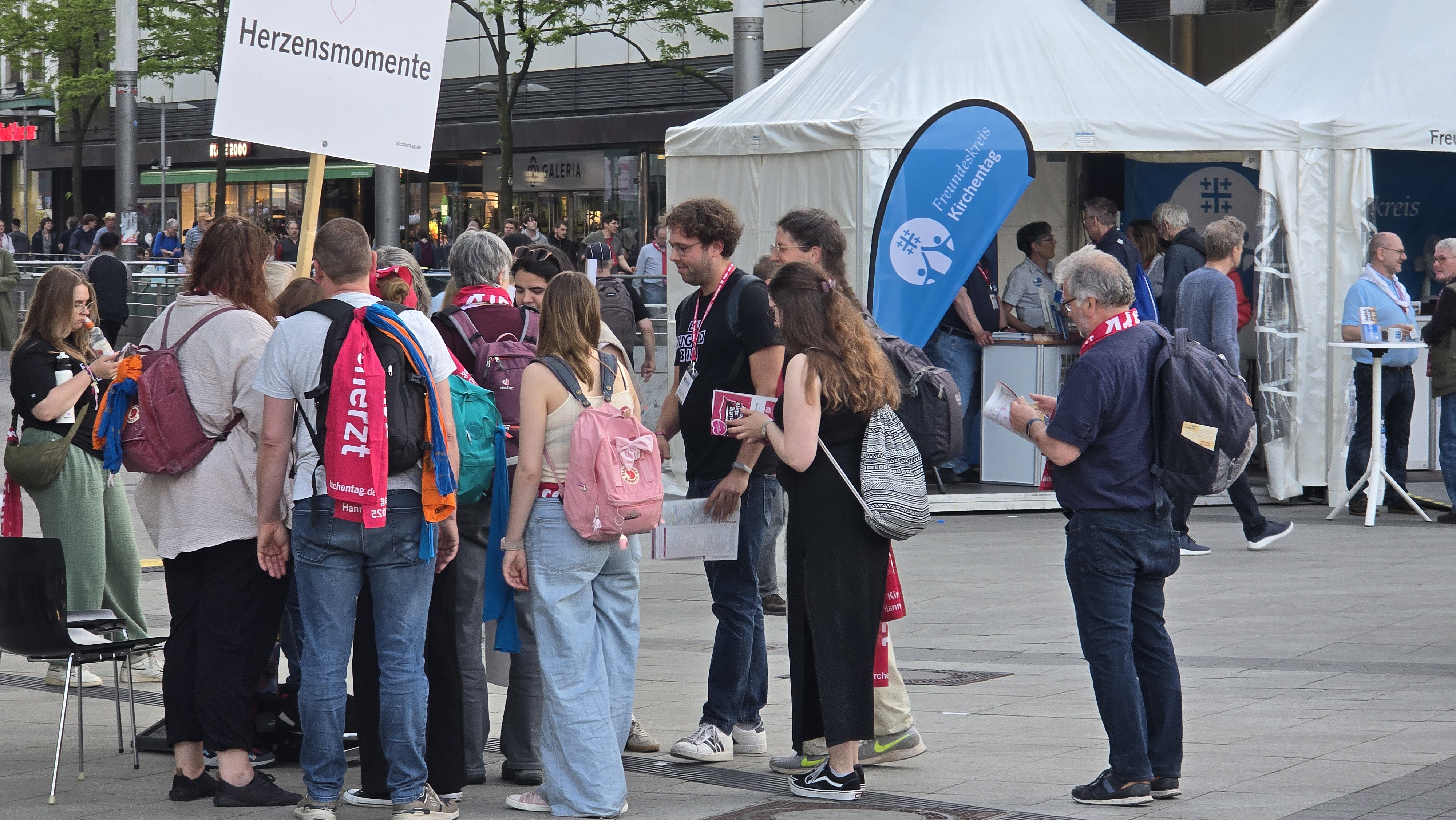
Kirchentagsteilnehmer in der Stadt und Stände
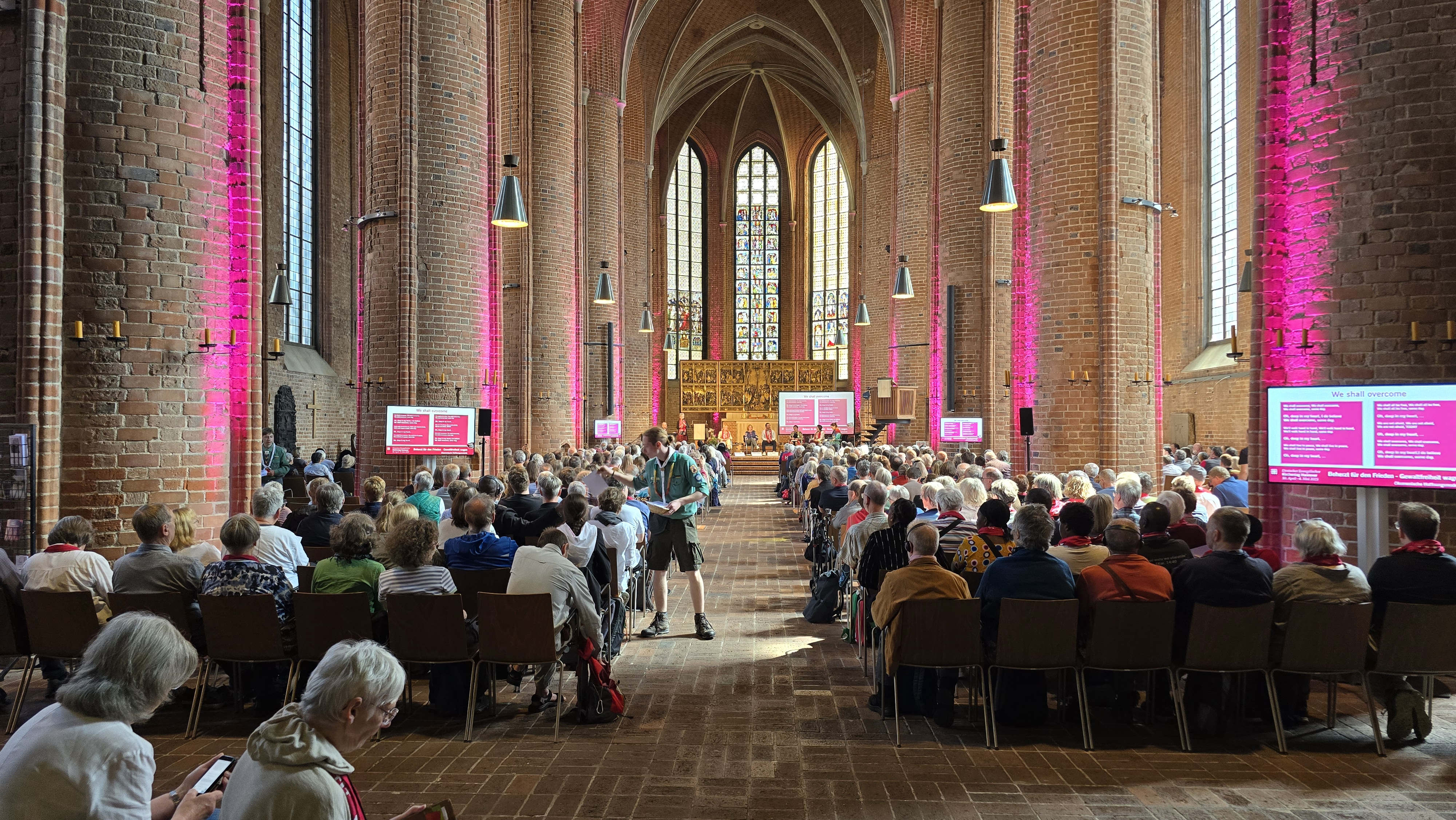
Veranstaltung in der Marktkirche
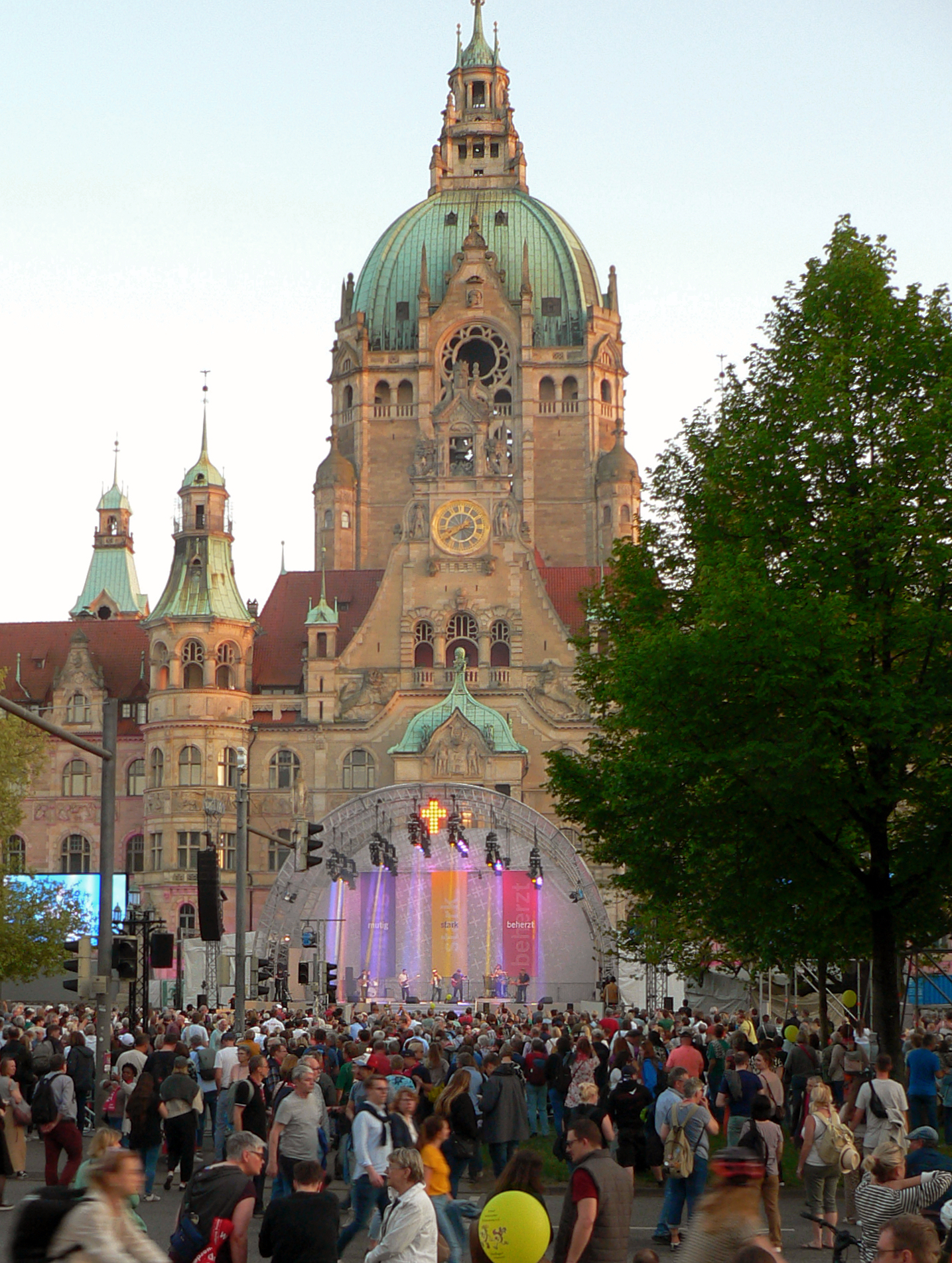
Musikveranstaltung vor dem Neuen Rathaus
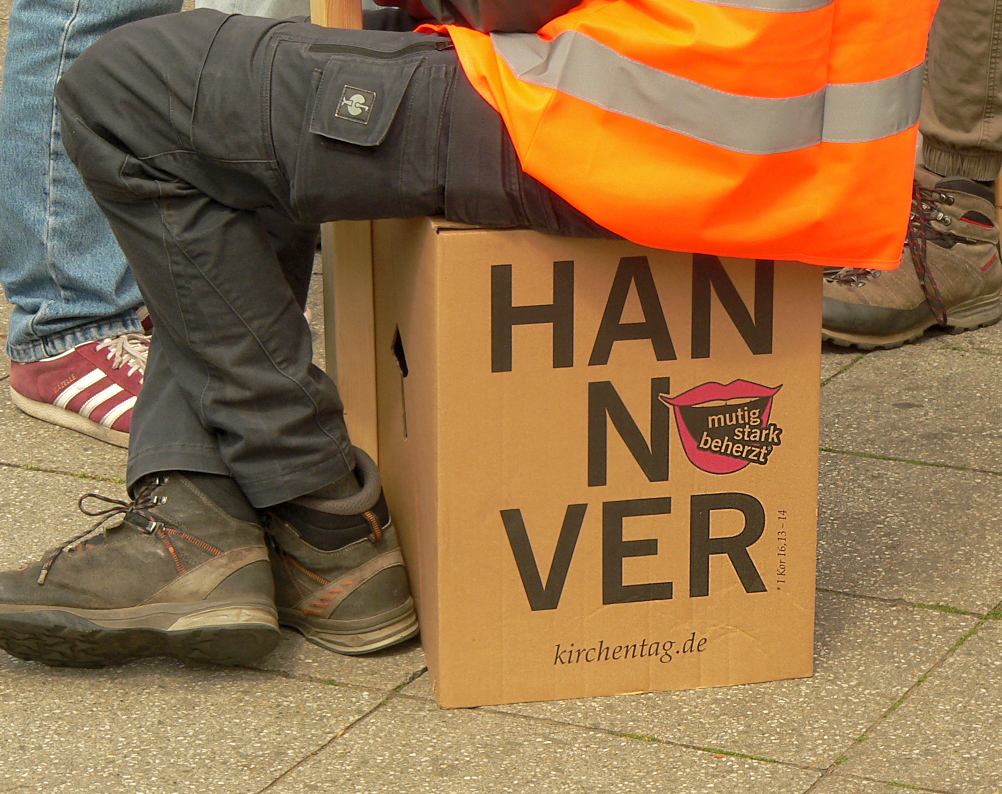
Sitzhocker aus Pappe

## Kritik
Gegen die Subventionierung des Kirchentags mit öffentlichen Geldern protestierte wie schon bei früheren Kirchentagen die Kunstaktion Das 11. Gebot („Du sollst Deinen Kirchentag selbst bezahlen!“),, die von der religionskritischen Giordano-Bruno-Stiftung gefördert wird. Sie hatte während des Kirchentages am Kröpcke einen Stand aufgebaut und ihn zur „religionsfreien Zone“ erklärt. Außerdem führte sie die Kunstaktion Der nackte Luther zu Martin Luthers Antijudaismus durch. Die Gruppe The Satanic Temple Germany kündigte eine Veranstaltung gegen die öffentliche Finanzierung religiöser Großveranstaltungen an. Seitens der Lebensrechtsbewegung wurde kritisiert, dass das Thema Abtreibung beim Kirchentag ausgeblendet werde.
Bundestagspräsidentin Julia Klöckner erneuerte ihre Kirchenkritik, dass Kirchen sich stärker um Sinnstiftung und weniger um Tagespolitik kümmern sollten.

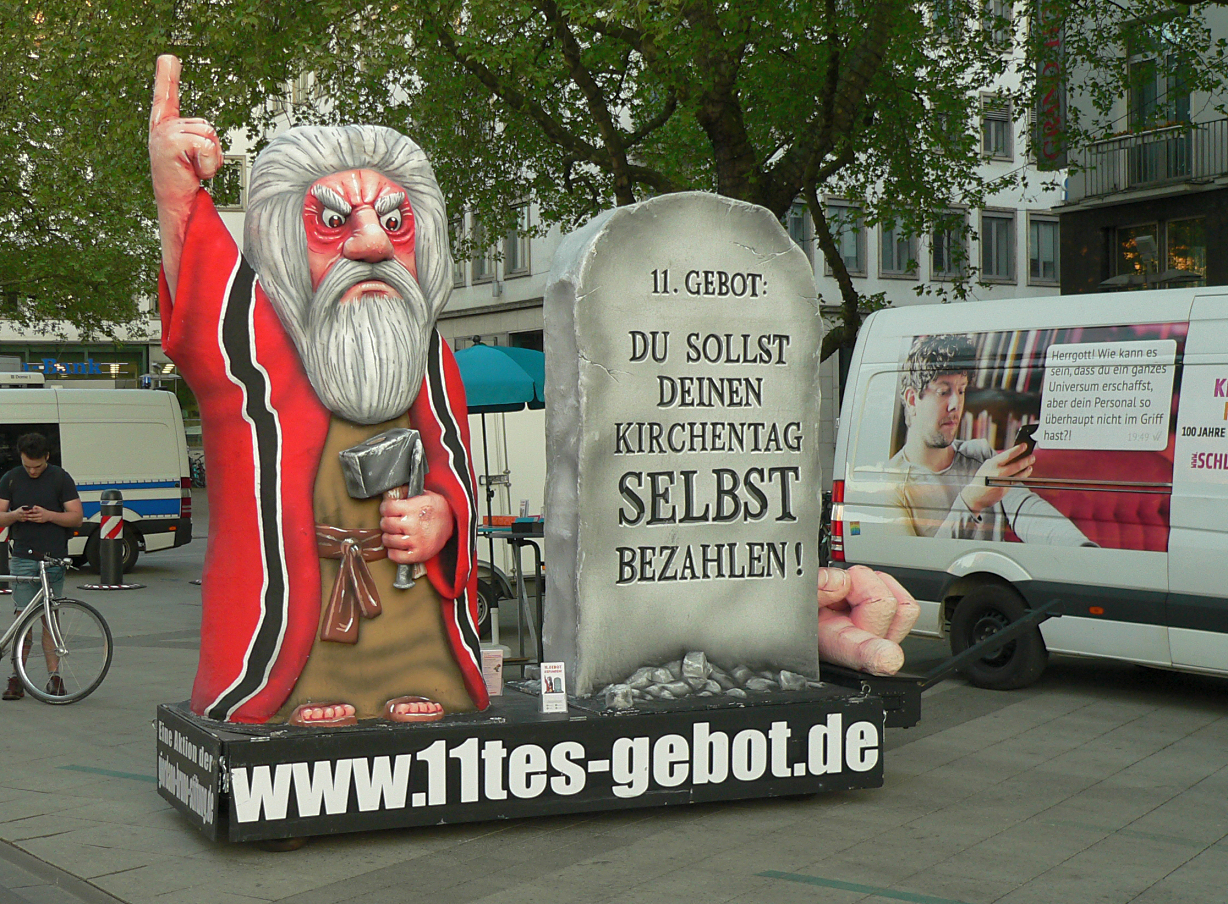
Kunstaktion Das 11. Gebot gegen die Subventionierung des Kirchentages
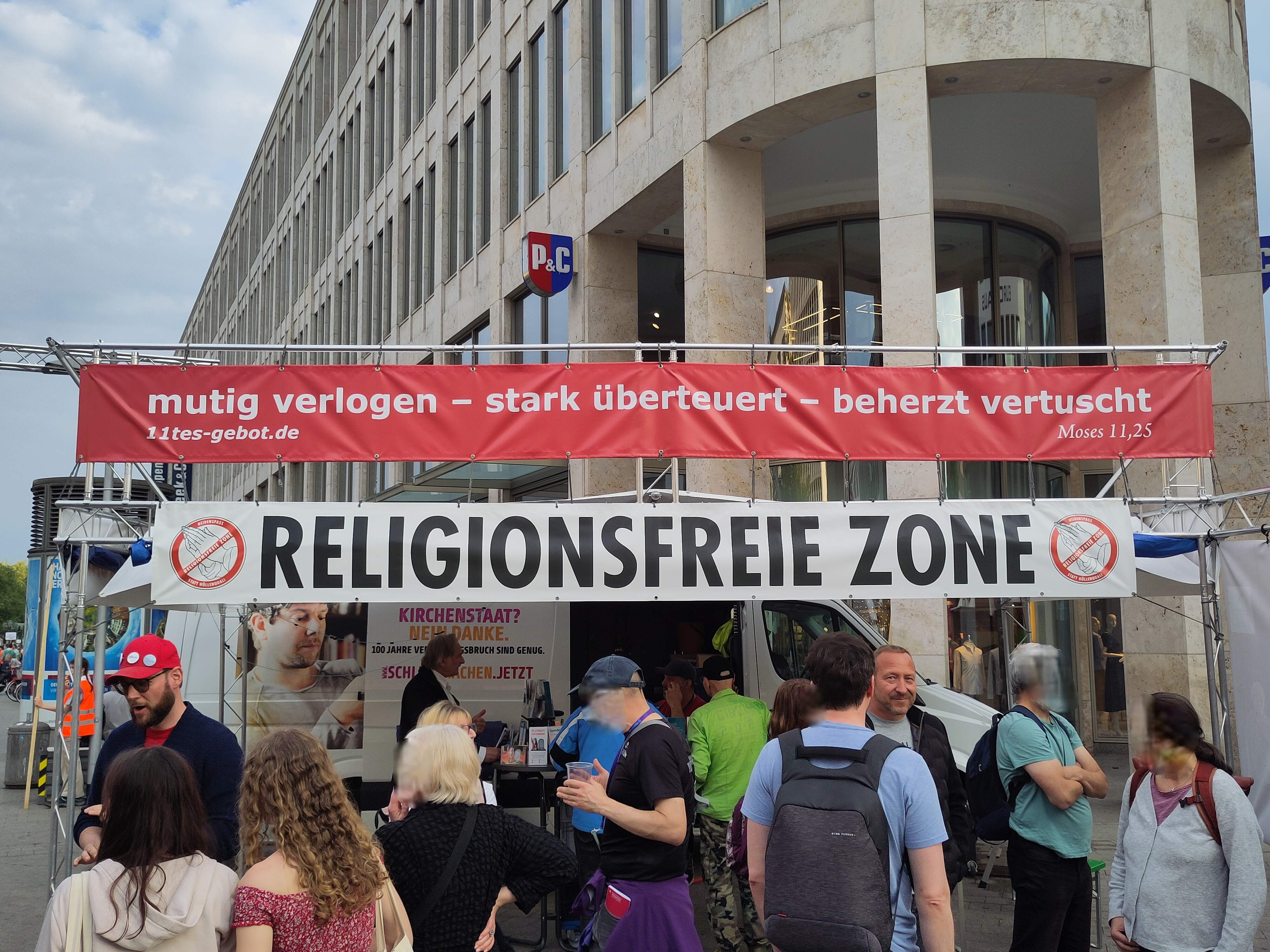
Stand der Giordano-Bruno-Stiftung als „religionsfrei Zone“
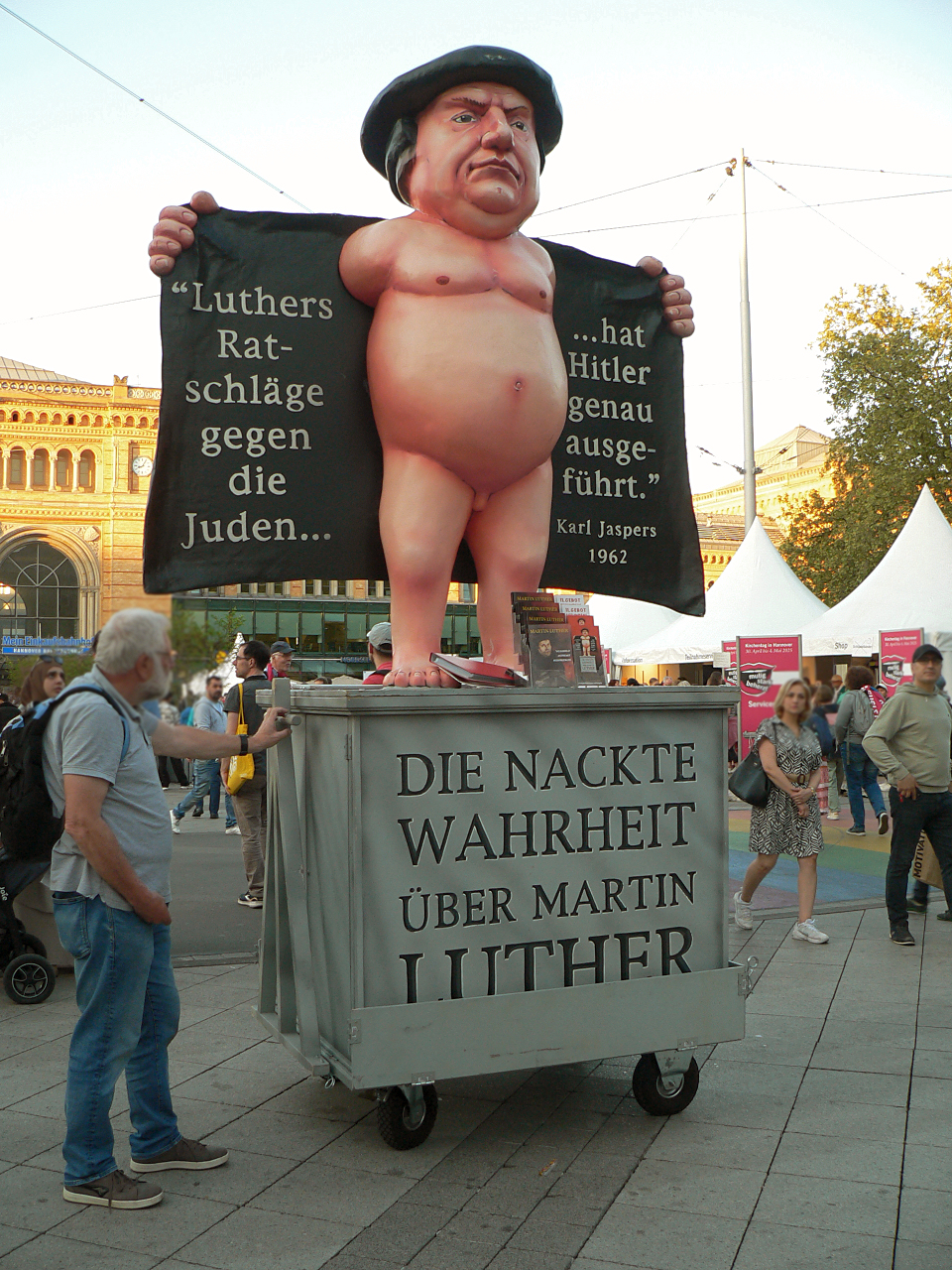
Kunstaktion Der nackte Luther